# Guyniidae
Guyniidae es una familia de corales marinos que pertenecen al orden Scleractinia, de la clase Anthozoa.  
La familia es monogenérica y monoespecífica, con Guynia como género y Guynia annulata como única especie. 
Son pólipos  solitarios, y no poseen zooxantelas. 
Los esqueletos son cilíndricos, estrechos y alargados, en ocasiones curvos. Tienen 1,3 mm de diámetro calicular y unos 10 mm de largo. El muro es grueso y sólido. Los septa están bien desarrollados y son continuos desde la base hasta el cáliz. Tiene cuatro septa primarios y otros cuatro secundarios, siendo esta disposición de ocho septa una excepción dentro de la subclase Hexacorallia.
Con esta forma y tamaño, se suelen confundir con gusanos poliquetos, pero la observación del esqueleto descubre los septa que los delata como corales.
Se distribuyen en las aguas templadas y tropicales del océano Indo-Pacífico, y en el océano Atlántico. Habitan en laderas entre 28 y 1.300 m de profundidad.
La arquitectura básica de sus esqueletos se conformó en el Plioceno.

## Géneros
El Registro Mundial de Especies Marinas, WoRMS en inglés, incluye los siguientes géneros:
- Guynia annulata. Duncan, 1873